# Lusia Harris
Lusia Mae Harris (Minter City, Misisipi, 10 de febrero de 1955 - Greenwood, Misisipi, 18 de enero de 2022) fue una jugadora de baloncesto estadounidense. Fue medalla de plata con Estados Unidos en los Juegos Olímpicos de Montreal 1976, y la primera mujer en ser elegida en el Draft por un equipo de la NBA en 1977.

## Carrera

### Inicios
En el instituto Amanda Elzy High School de Greenwood (Mississippi), mostró sus dotes y se convirtió en la capitana de su equipo, batió el récord de anotación y lo llevó al campeonato estatal. Para ir a la universidad, un ojeador la convenció de que se enrolara en la Delta State University, en su Mississippi natal, donde estaba formándose un equipo femenino.

### Universidad
En su primer año, con los Delta State, Harris contribuyó a posicionar tercero a su equipo en el campeonato estatal, y al siguiente, logró clasificarlo para el campeonato nacional. 
Era 1975, su segundo año, y, por primera vez, el torneo se retrasmitía en televisión. El equipo llegó a la final, donde se enfrentaron a las chicas de la Immaculata University (Pensilvania), ganadoras de los tres anteriores campeonatos. Lusia anotó 32 puntos y cogió 16 rebotes, para la victoria de la DSU (90-81). 
Al año siguiente, en 1976, la final se repitió y de nuevo Harris fue decisiva, 30 puntos y 18 rebotes en una victoria por 69-64 frente a Immaculata.
En 1977, de nuevo la DSU se llevó el título nacional, derrotando a las jugadoras de Louisiana State University por 68-55, con 23 puntos y 16 rebotes de Lusia.
Finalizó sus cuatro años de etapa universitaria con unos números de: 2981 puntos (25,9 ppp) y 1662 rebotes (14,4 rpp).
Le otorgaron el Honda Sports Award a la mejor jugadora de baloncesto universitario del país y la Honda-Broderick Cup a la mejor atleta universitaria de cualquier deporte en 1977.

### Draft de la NBA y entrenadora
Lusia estaba ya considerada como la mejor jugadora de baloncesto de Estados Unidos. Por eso, ocurrió un hecho sin precedentes en la historia del baloncesto. Al no haber liga profesional femenina, en el draft de la NBA de aquel año fue seleccionada en la séptima ronda por los New Orleans Jazz. Siendo la primera vez que una mujer era seleccionada por un equipo profesional masculino. Se trataba de una estrategia publicitaria, ya que en ese momento, casada desde el mes de febrero de ese año, estaba embarazada.
Harris nunca jugó en la NBA ni en ninguna otra liga de baloncesto masculino, pero jugó brevemente al baloncesto profesional durante la temporada 1979-80 con los Houston Angels de la Women's Professional Basketball League (WBL).
Regresó a la universidad de Delta State y empezó a trabajar para la institución, como asistente técnica del entrenador.
Años más tarde, sería entrenadora en la Texas Southern University de Houston durante dos años, para luego regresar a Mississippi a dar clases en el que fuera su instituto.

## Selección nacional
Sus éxitos universitarios, la llevaron a representar a la selección femenina de su país en los Juegos Panamericanos de 1975 en México, donde lograron el oro. Al año siguiente, en los Juegos Olímpicos de Montreal 1976 fueron segundas, por detrás de la Unión Soviética.

## Vida personal
Lusia hija de Ethel Harris and Willie Harris nació en Minter City (Misisipi) cerca de campos de algodón. Era la cuarta de cinco hijas y la décima de once hijos, todos los cuales asistieron al Amanda Elzy High School en Greenwood (Misisipi). Todos sus hermanos y una de sus hermanas mayores, Janie, también jugaban al baloncesto.
Se casó con George E. Stewart, el 4 de febrero de 1977. Tienen cuatro hijos, 2 varones y dos niñas gemelas.
En 1977, al terminar la universidad, se graduó licenciándose en salud, educación física y recreación. Años más tarde, en 1984, hizo un máster en educación.
Una vez retirada por completo del ámbito deportivo, impartió clases en su instituto, el Amanda Elzy High School de Greenwood, y posteriormente en el Ruleville Central High School en Ruleville.
Lusia falleció el 18 de enero de 2022 a los 66 años, en un centro de terapia en Mound Bayou (Misisipi).

## Logros y reconocimientos
Selección
- Juegos Panamericanos de 1975
- Juegos Olímpicos de Montreal 1976

Universidad
- 3× Campeona AIAW (1975–1977)
- 3× MVP AIAW (1975–1977)
- 3× All-American (1975–1977)
- Honda Sports Award (1977)
- Honda-Broderick Cup (1977)

Honores
- Basketball Hall of Fame (1992)
- Women's Basketball Hall of Fame (1999)